# Масолова
Масолова — річка в Туапсинському районі Краснодарського краю. Притока річки Туапсе.
Річка Масолова має довжину 9 км та бере початок на західному схилі гори Кругла (висота 966 м) і гори Семашхо(висота 1035 м), впадає в річку Туапсе біля села Кривенківське.